# Apartheid płciowy
Apartheid płciowy – pojęcie odnoszące się do społecznej i ekonomicznej dyskryminacji ze względu na płeć, włącznie z sytuacją stosowania ścisłej segregacji płciowej. Termin stosowany jest zwłaszcza dla opisania nasilonej dyskryminacji na tle płciowym w społeczeństwach i społecznościach muzułmańskich, używa się go także do określania praktyk właściwych innym religiom: buddyzmowi, chrześcijaństwu i judaizmowi. Pojęcie „apartheid płciowy” nawiązuje do apartheidu rasowego.
Pojęcie to, zostało ukształtowane stosunkowo niedawno – ponieważ jego znaczenie nie jest ugruntowane, może się ono rozmywać.